# First Camp
First Camp Group AB er en svensk turismevirksomhed, der driver campingpladser og hyttepladser i Sverige, Norge og Danmark. I alt har de over 70 resorts (Sverige 50, Danmark 14 og Norge 6).

## Danmark
First Camp Danmark A/S er virksomhedens division i Danmark med tilhørende 16 datterselskaber. Deres største og mest besøgte resort er Jesperhus som de overtog i 2021.